# Колесников, Леонид Николаевич
Леони́д Никола́евич Коле́сников (27 апреля 1937, Ташкент, Узбекская ССР, СССР — 17 ноября 2010, Москва, Россия) — советский пловец, первый советский чемпион Европы по плаванию (Будапешт-1958, 200 м брассом), экс-рекордсмен мира, заслуженный мастер спорта СССР (1963).

## Биография
Выступал за команду ЦСКА. Подготовлен заслуженным тренером СССР Георгием Черновым. Участник Римской олимпиады (плыл брассом в комбинированной эстафете 4×100 м), в которой советская сборная заняла пятое место. Шестикратный (1958—1961 гг.) рекордсмен Европы: 3 раза — в плавании на 200 м брассом и 3 раза — в комбинированной эстафете 4 х 100 м (плыл брассом).
На IX чемпионате Европы по водным видам спорта, проходившем осенью 1958 года в Будапеште в упорной борьбе завоевал первую для советских пловцов победу в финале на 200 м брассом — 2.41,1. Двукратный чемпион Спартакиады дружественных армий 1958. Победил на дистанции 200 м брассом, а также в комбинированной эстафете 4×100 метров.
Несколько лет был лидером советских брассистов и в 1961 году установил мировой рекорд в плавании брассом на стометровой дистанции — 1.11,4. В 1962 году становился серебряным призёром чемпионата Европы в комбинированной эстафете 4 х 100 м.